# 馬爾卡拉
馬爾卡拉是土耳其的城鎮，由泰基爾達省負責管轄，位於該國西北部，距離首府泰基爾達55公里，面積1,225平方公里，該鎮出產小麥和乳酪，2008年人口27,997。
40°53′36″N 26°54′15″E / 40.89333°N 26.90417°E